# Inés de Hohenstaufen
Inés de Hohenstaufen (1176 – 7 o 9 de mayo de 1204) fue la hija y heredera del conde palatino Conrado del Rin, de la Casa Hohenstaufen. A su vez, ella fue Condesa del Palatinado desde 1195 hasta su muerte, como la esposa del conde palatino Enrique V, de la Casa Welf.

## Vida
El padre de Inés, Conrado de Hohenstaufen, era medio hermano del emperador Federico I Barbarroja, que le había entregado en feudo el Electorado del Palatinado en 1156. Un político cauteloso y reflexivo, intentó conseguir la paz y la concordia en el Imperio. Incluso antes de 1180, había prometido a su hija con Enrique V, el hijo mayor del duque rebelde sajón Enrique el León, con el fin de evitar la reactivación de las hostilidades entre las casas de Hohenstaufen y Welf.
En 1193, sin embargo, el hijo y sucesor de Barbarroja, el emperador Enrique VI buscó la alianza del Rey Felipe II de Francia y planeó casar a su prima Inés con Felipe II. En cuanto el joven Enrique V se enteró del plan, contactó con los padres de Inés. El conde Conrado evitó pronunciarse claramente, ya que prefería el matrimonio con el rey francés, pero tampoco quería ofender a Enrique V, a quien Inés adoraba.
La madre de Inés, Irmengard (m. 1197), hija del conde Bertoldo I de Henneberg, continuó abogando por el matrimonio de su hija con el príncipe Güelfo. Poco más tarde aprovechó la ausencia de su marido, que se hallaba en la corte Imperial, e invitó al joven Enrique al Castillo de Stahleck, donde él e Inés se casaron en enero o febrero de 1194.
Enrique VI se sintió traicionado y exigió que Conrado inmediatamente anulara el matrimonio. Conrado, sin embargo, viendo que el matrimonio ya había sido bendecido en la Iglesia, intentó convencer a su sobrino Enrique VI de los beneficios políticos de este matrimonio. Los hijos de Conrado habían muerto jóvenes y Enrique VI podía de esta forma asegurar la sucesión en el Palatinado  enfeudando a Enrique el Güelfo. Además, Conrado e Inés con motivo de la unión matrimonial convencieron al emperador de perdonar a Enrique el León, que había sido depuesto y proscrito por Federico Barbarroja en 1180.
La reconciliación entre Enrique VI y el duque Enrique el León se celebró solemnemente en marzo de 1194 en el Palacio Imperial de Tilleda. Por su parte, el emperador Enrique VI tuvo que resolver el conflicto con la Casa de Welf, para asegurar la paz en el Sacro Imperio Romano, a la vez que reivindicaba su pretensión al Reino de Sicilia tras la muerte del Rey Tancredo el 20 de febrero de 1194.

## Descendencia
Agnes y Henry tuvieron un hijo y dos hijas:
- Enrique, Conde Palatino de Rhin entre 1212 y 1214
- Irmengard (1200–1260), casada con Germán V , Margrave de Baden.
- Agnes (1201–1267), esposa de Otón II de Baviera. Agnes y Otón sería los antepasados de la Casa de Wittelsbach en Baviera y el Palatinado. Su hija Isabel sería madre de Conradino. Su hijo Luis fue padre del Emperador Luis IV.

## Legado
Durante el Romanticismo en el siglo XIX, la visión histórica de Agnes de Hohenstaufen fue tremendamente idealizada. En la obra Enrique VI, de Christian Dietrich Grabbe publicada en 1830, se la describe como una mujer despreocupada pero decidida, que incluso se dirige a la Dieta Imperial para defender su matrimonio con el hombre al que ama. Luchando por el amor y felicidad de su reticente prometido, consigue lograr la reconciliación definitiva de Güelfos y Gibelinos en el lecho de su muerte de su suegro, Enrique el León, que la describe como "una rosa floreciendo entre rocas". De hecho, había sido Irmengarda, la madre de Agnes, la que había concertado el matrimonio.
La ópera Agnes von Hohenstaufen del compositor italiano Gaspare Spontini, basada en un libretto de Ernst Raupach, fue estrenada el 12 de junio de 1829 en la Ópera Real de Berlín.